# Lądowisko Przasnysz-Sierakowo
Lądowisko Przasnysz-Sierakowo (kod ICAO: EPPZ) – lądowisko powstałe w 2006 roku w Sierakowie, w województwie mazowieckim, ok. 3,5 km od centrum Przasnysza. 

## Historia
W okresie powojennym lotnisko było wykorzystywane przez jednostki lotnicze LWP. W latach 1954–1958 przebywały na lotnisku trzy szkolne eskadry lotnicze Oficerskiej Szkoły Lotniczej w Dęblinie i Radomiu: 5/8/9 Eskadra Pilotażu Podstawowego, 7/6 Eskadra Wyszkolenia Podstawowego (7-8 lutego 1956 została przebazowana z Przasnysza do Tomaszowa Mazowieckiego) i 6/8 Eskadra Pilotażu Podstawowego (przebazowana na początku 1958 z Grójca do Przasnysza).
Lądowisko posiada trawiastą drogę startową o długości 800 m. Właścicielem lądowiska jest Politechnika Warszawska, która kupiła działki w 2019 roku. Z lądowiska nadal korzysta Aeroklub Północnego Mazowsza, który do 2019 roku dzierżawił je od starostwa. 